# Bill Werbeniuk
William Alexander "Bill" Werbeniuk, född 14 januari 1947 i Winnipeg, Manitoba, död 20 januari 2003 i Vancouver, British Columbia, kanadensisk snookerspelare.
Bill Werbeniuk blev mest känd för sin ovanligt höga vikt för att vara snookerspelare och för sin vana att konsumera stora mängder öl under sina matcher. Enligt egen utsago drack han i allmänhet sex pints före varje match, och ytterligare en pint för varje frame .
Werbeniuk blev professionell 1973 vid 26 års ålder, och blev både nordamerikansk och kanadensisk mästare samma säsong. I slutet på 1970-talet flyttade han till Storbritannien för att kunna delta i snookerturneringarna där. I VM nådde han som bäst kvartsfinal vid fyra tillfällen, och 1979 nådde han semifinal i UK Championship. Han hade då dubbelt medborgarskap; icke-britter fick annars inte delta i UK Championship förrän 1984 då tävlingen fick rankingstatus.
Werbeniuk bildade tillsammans med Cliff Thorburn och Kirk Stevens ett framgångsrikt kanadensiskt lag i början av 1980-talet, som bland annat vann World Cup 1982. Spelarna har sagt sig vara mycket goda vänner även utanför laget, till skillnad från övriga lag som hade inre motsättningar . Werbeniuk nådde sin första och enda rankingfinal 1984 i Lada Classic, men han föll där mot Steve Davis.
En incident inträffade i 1983 års VM: Werbeniuk spelade mot David Taylor i en TV-sänd match. Vid ett tillfälle skulle Werbeniuk sträcka sig över bordet, och råkade då spräcka byxorna med ett tydligt ljud som följd . Publiken skrattade och hans motståndare likaså, men Werbeniuk tog det med jämnmod, och skämtade också om det.
Werbeniuk använde sig under större delen av sin karriär av betablockeraren propanolol. När detta ämne förbjöds i slutet av 1980-talet dalade han snabbt på rankingen. Werbeniuk dog 2003 i Vancouver, 56 år gammal.

## Titlar
- World Cup (med Kanada) - 1982
- Canadian Professional Championship - 1973